# Schloss Wiehe

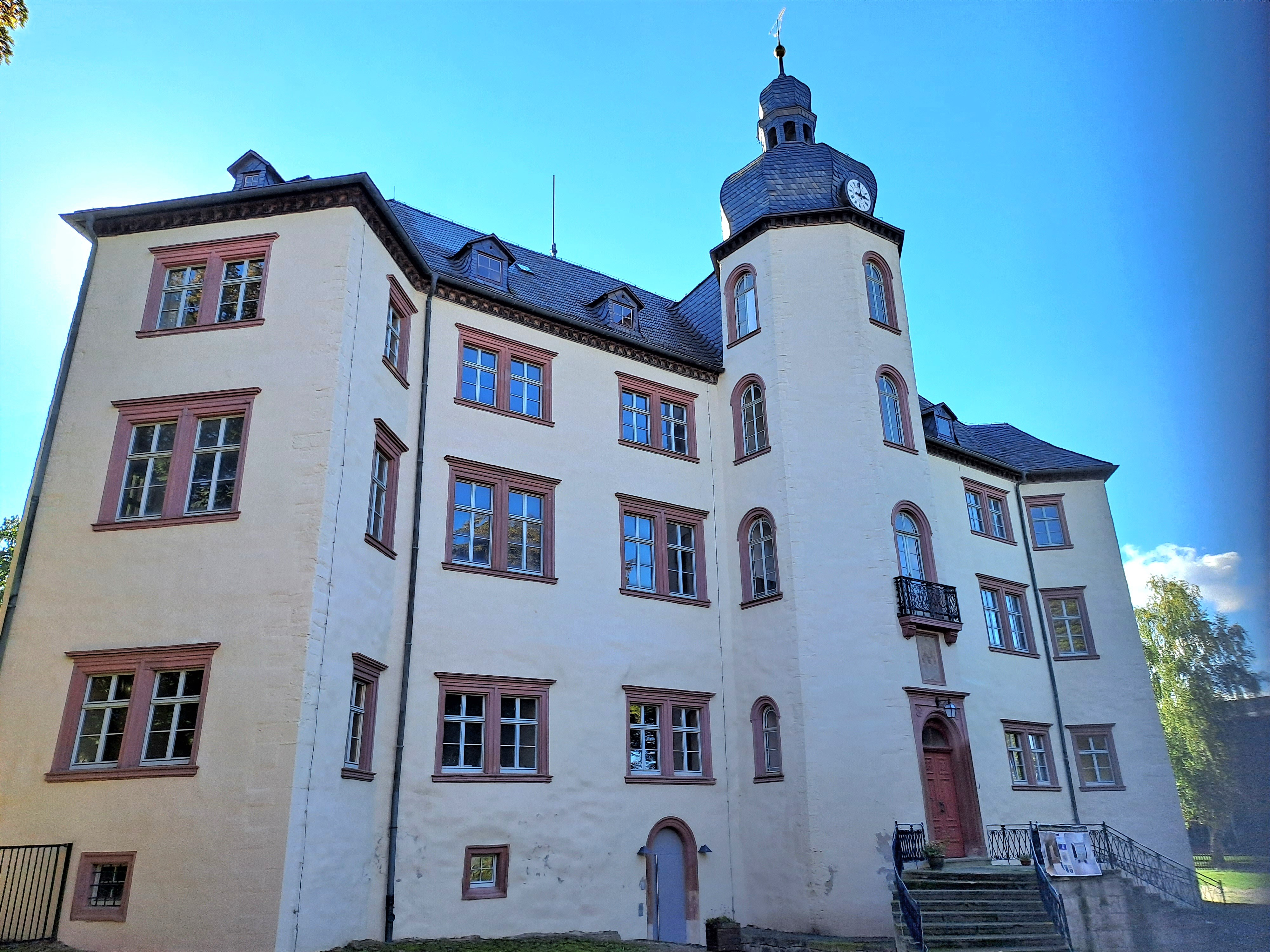
Schloss Wiehe

Das Schloss Wiehe steht in Wiehe im Kyffhäuserkreis in Thüringen.

## Lage
Wiehe und sein aus einer Burg entwickeltes Schloss liegen am Fuß des Berges Schrecke und am Südrand des Unstruttals.

## Geschichte
786 wurde Wiehe erstmals urkundlich in einem Güterverzeichnis des Klosters Hersfeld erwähnt. Ort und Burg wurden 933 Reichsbesitz, blieben es rund 100 Jahre und wurden 1050 als Lehen an die Grafen von Kävernburg übergeben. 998 erhielt Wiehe das Stadtrecht, die im 10. Jahrhundert errichtete Reichsburg gehörte – wie die Pfalz Memleben – zum Nordthüringer Reichsgut. Ein ergrabener quadratischer Bergfried sowie Reste der Ringmauer stammen aus der Zeit um 1200. Im 13. Jahrhundert kam die Burg an die Grafen von Käfernburg-Schwarzburg. In dieser Zeit treten die Nachrichten zur Burg Wiehe zurück zu Gunsten der offenbar neuerbauten und erweiterten Burganlage Rabenswalde. Erst nach deren Zerstörung oder Verfall, wohl um 1343, tritt Wiehe wieder stärker in den Blickpunkt der Geschichte und zwar unter häufig wechselnden Besitzern, so unter anderem den Familien von Heldrungen, von Hohnstein, von Beichlingen, von Querfurt und von Schwarzburg.
Seit 1453 erlangten die Herren von Werthern zunächst pfandweise, dann 1461 mit Erwerb durch Dietrich von Werthern von Graf Heinrich von Schwarzburg endgültig die Herrschaft Wiehe mit der Burg Wiehe, dem Gut Lossa sowie der damit verbundenen Schutzherrschaft über das Kloster Donndorf. Das Schloss hatte seine besondere Jurisdiction, deren Verwaltung ein Amtsschösser führte, welcher jedoch ein geschulter Jurist sein musste. Die Stadt bildete, hiervon abgesondert, ihr eigenes Gemeinwesen. Als werthernscher Justizkommissar diente u. a. Gottlob Israel Ranke, der Vater des Historikers Leopold von Ranke.
Am 6. Januar 1574 weilte der zum König von Polen-Litauen gewählte Heinrich von Valois mit seinem Gefolge auf seinem Zug nach Polen in Wiehe. Der König übernachtete im Schloss und übergab bei seinem Abzug dem Georg von Werthern (1515–1576) ein Bildnis von sich. In den Wirren des Dreißigjährigen Krieges wurden Schloss und Stadt vor allem durch die Schweden (nach 1635) schwer beschädigt. Aber die Herren von Werthern behaupteten ihren Besitzstand in und um Wiehe, auch wenn sich der Hauptsitz des Geschlechtes nach Schloss Beichlingen verlagerte. Über Umfang, Befestigung und Aussehen der mittelalterlichen Burg kann man nur mutmaßen, entsprechende umfangreiche Untersuchungen dazu fehlen bislang, auch detaillierte Beschreibungen liegen noch kaum vor. Ob die Burganlage auch schon im Mittelalter aus zwei Teilen bestand, dem sog. Unter- oder Vorderhaus und dem sog. Ober- oder Hinterhaus, sei dahingestellt. 1659 vernichtete ein Großfeuer das Rathaus, die Kirche und die Vorburg sowie Teile der Schlossanlage. Dies veranlasste Freiherr Wolf Adolf von Werthern 1664 zum Neubau des Unterhauses im späten Renaissancestil, der 1666 seinen Abschluss fand. Das Oberhaus, durch den Brand lediglich beschädigt, verfiel allmählich und wurde im ausgehenden 18. Jahrhundert abgetragen. Der ehemalige Schlossgraben an der Süd- und Ostseite, einst wirksamer Schutz der Burg, wurde im 19. Jahrhundert zu einem Schlosspark im englischen Landschaftsstil umgestaltet.

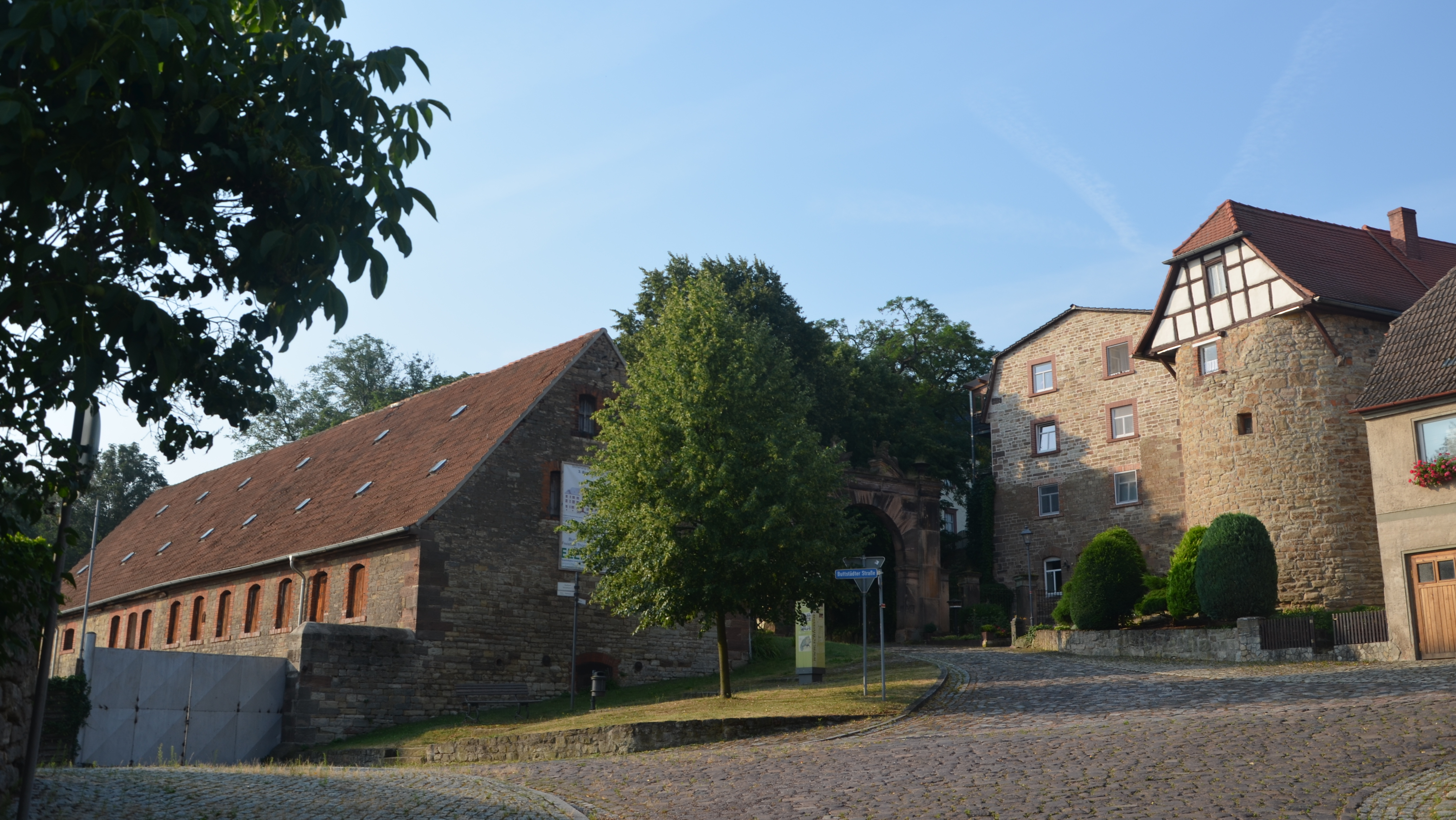
Wirtschaftsgebäude und Schlossaufgang

Nach 1945 wurde die Familie von Werthern durch die Bodenreform enteignet. Das Schloss wurde geplündert und ab 1946 als Schule eingerichtet. Die Nutzung zu Schulzwecken konnte den Verfall der Bauten zwar verzögern, aber nicht aufhalten. Später wurde das VEG Memleben Rechtsträger. Nach der politischen Wende in der DDR fand die Treuhand keinen Investor, sodass die Stadt die Initiative übernahm. Seit dieser Zeit wird etappenweise gesichert, saniert und ausgebaut. Ein Förderverein engagiert sich um die Belange der Anlage.

## Architektur
Der Schlossbau ist ein stattlicher Vierflügelbau mit drei Geschossen. Er umschließt einen kleinen Hof mit innenliegendem Mittelrisalit. Gepaarte Fenster sind regelmäßig in die Fassade eingegliedert. Die Hauptansicht ist der Stadt zugewendet und architektonisch wirkungsvoll durch einen mittig angesetzten viergeschossig-polygonalen Turm mit barocker Haube und 5/8-Laterne betont. Tür und Fenster des Turmes sind als einfache Rundbögen gestaltet. Zum Haupteingang führt eine zweiläufige Außentreppe. Über der Eingangstür befindet sich eine Gedenktafel mit einer Inschrift und dem Wappen derer von Kävernburg. Das Dachgesims ist durch einen umlaufenden Fries verziert. Die seitlichem Abschlüsse der Vorderansicht des Schlosses sind hervorgerufen durch diagonal gestellte rechteckige Ausbauten in gesamter Höhe der Etagen. Die Schrägstellung der Freitreppe zum Haupteingang ist äquivalent zur schrägen Eckengestaltung.
Richtung Stadt gelegen wurde als Einfahrt in die Parkanlage ein triumphbogenartiger Eingang separat errichtet. Zwei Löwenplastiken bekrönen den gesprengten Giebel über der Rundbogenöffnung. Ursprünglich befand sich in der Mitte des Bogens das Wappen der Familie von Werthern, welches aber in der Mitte des 20. Jahrhunderts entfernt wurde.